# Proculus
Proculus (+ ca. 281) was een Romeins usurpator, een van de "mindere pretendenten" volgens de Historia Augusta; hij nam in 280 het purper aan tegen keizer Probus. Hij werd tot keizer uitgeroepen in Colonia Agrippina (Keulen) met troepen vanuit de omgeving van Lugdunum (Lyon), samen met Quintus Bonosus, die zich bij hem had aangesloten.
Vermoedelijk had Proculus familiebanden met de Franken, tot dewelke hij zich tevergeefs richtte toen zijn greep naar de keizerlijke macht leek te falen. Hij was afkomstig uit Albingaunum (het huidige Albenga in Ligurië). Hoewel hij werd beschouwd als iemand van adel, zouden zijn voorouders bandieten zijn geweest en hadden zij gezorgd dat hij in enorme rijkdom kon leven. Proculus was in staat om 2000 slaven van zijn eigen latifundia te bewapenen nadat hij het keizersambt had opgeëist in het Westen. Hij was getrouwd met een vrouw genaamde Vituriga, wier bijnaam "Samso" verwees naar haar capaciteiten (als "onvrouwelijk" beschouwd door de derde-eeuwse auteur van de Historia Augusta). en ten tijde van zijn coup had hij een vierjarige zoon, Herennianus.
Tijdens zijn terugkeer van de gevechten tegen de Sassaniden in Syria, dwong Probus Proculus zich noordwaarts terug te trekken. Nadat hij er niet in was geslaagd om de steun van de Franken te krijgen, werd hij door hen verraden en overgeleverd aan Probus. Probus liet Proculus doden (ca. 281), maar spaarde Proculus' familie "met zijn gebruikelijke gematigdheid en spaarde het fortuin evenals het leven van hun onschuldige families" die in Albingaunum bleef, die verklaarden, aldus de Historia Augusta, dat zij noch prinsen noch bandieten wensten te zijn.
Er is een brief van Proculus overgeleverd die werd geciteerd door Gibbon en vermoedelijk fictief is, maar niettemin interessant om ons een beeld te vormen hoe men over hem dacht:
Proculus Maeciano adfini salutum dicit. centum ex Sarmatia virgines cepi, ex his una nocte decem inivi; omnes tamen, quod in me erat, mulieres intra dies quindecim reddidi.

## Voetnoten
1. ↑  De Historia Augusta nam als bron een verloren geschiedenis van Trebellius Pollio, dat "in een enkel boek, de dertig pretendenten uit de tijd van Valerianus en Gallienus en de keizers die kort voor of na hen leefden" omvatte. (Firmus, Saturninus, Proculus et Bonosus 1.3.)
2. ↑  huic uxor virago, quae illum in hanc praecipitavit dementiam, nomine Samso, quod ei postea inditum est, nam antea Vituriga nominata est.
3. ↑  E. Gibbon, The History of the Decline and Fall of the Roman Empire, Londen, 1862, II, p. 50.
4. ↑  "Proculus doet aan zijn verwant Maecianus de groeten. Ik heb honderd meisjes uit Sarmatia meegenomen, uit deze heb ik in een nacht met tien gepaard; allen heb ik echter, wat in mij was (d.i. in zoverre ik hiertoe in staat was), in vijftien dagen tot vrouwen gemaakt.” (Firmus, Saturninus, Proculus et Bonosus 12.7.)